# Heikki Aaltoila

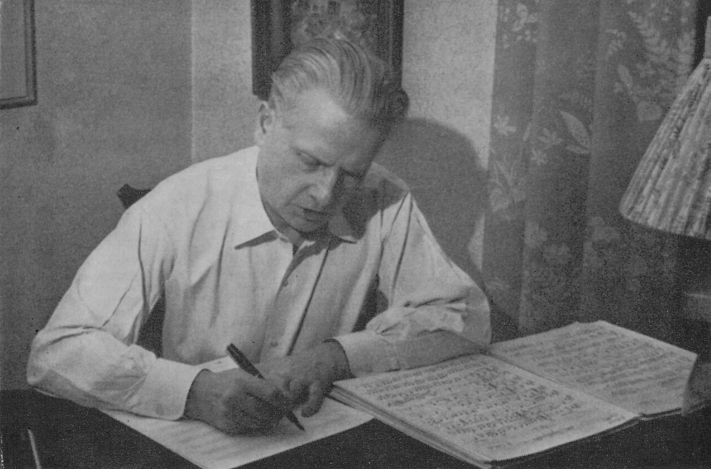
Heikki Aaltoila vid arbetsbordet.

Heikki Johannes Aaltoila född 11 december 1905 i Hausjärvi. död 11 januari 1992 i Helsingfors, var en finländsk kompositör och dirigent.
Aaltoila studerade 1928–1934 vid Helsingfors konservatorium och anställdes sistnämnda år vid Finlands nationalteater, där han var kapellmästare 1945–1973. Han verkade från 1932 som musikkritiker i tidningspressen, från 1943 vid Uusi Suomi. Han komponerade musik till ett 150-tal skådespel och omkring 100 filmer. Han tilldelades Pro Finlandia-medaljen 1968.

## Filmmusik i urval
- 1968 – Här under Polstjärnan
- 1955 – Veteranens seger
- 1951 – Kvinnan bakom allt
- 1949 – Prinsessan Törnrosa